# Jeziorszczyzna
Jeziorszczyzna (dawn. Jezierszczyzna) – część miasta Kazimierz Dolny w Polsce położona w województwie lubelskim, w powiecie puławskim, w gminie Kazimierz Dolny.
Leży w południowej części miasta, wzdłuż krętej ulicy o nazwie Jeziorszczyzna.
Wierni Kościoła rzymskokatolickiego należą do parafii św. Jana Chrzciciela i św. Bartłomieja Apostoła w Kazimierzu Dolnym.

## Historia
Jezierszczyzna to dawniej samodzielna wieś, kolonia i folwark. W latach 1870–1927 należała do gminy Kazimierz w powiecie nowoaleksandryjskim / puławskim, początkowo w guberni lubelskiej, a od 1919 w woj. lubelskim. W 1921 roku liczba mieszkańców wynosiła 159.
31 października 1927 osadzie Kazimierz Dolny przywrócono status miasta, a miejscowości Cholewianka i Jezierszczyzna, wchodzące w skład gminy Kazimierz (którą równocześnie zniesiono), włączono do nowo utworzonego miasta Kazimierz Dolny.